# Thomas Huckle Weller
Thomas Huckle Weller (ur. 15 czerwca 1915 w Ann Arbor, zm. 23 sierpnia 2008 w Needham w stanie Massachusetts) – amerykański naukowiec, lekarz pediatra, bakteriolog, wirusolog, uhonorowany w 1954 roku Nagrodą Nobla w dziedzinie fizjologii i medycyny za dokonanie odkrycia, że wirus polio namnaża się w tkankach. Przyczyniło się to do stworzenia szczepionki przeciwko chorobie Heinego-Medina. Nagrodę razem z nim otrzymali: John Franklin Enders i Frederick Chapman Robbins. Thomas Huckle Weller od 1950 roku był profesorem Uniwersytetu Harvarda w Cambridge.